# Felsőszerdahely
Felsőszerdahely (1898-ig Vág-Szerdahely, szlovákul Horná Streda) község Szlovákiában, a Trencséni kerületben, a Vágújhelyi járásban.

## Fekvése
Vágújhelytől 11 km-re délre, a Vág jobb partján fekszik.

## Története
A mai falu területén már Nagymorávia idején szláv település állt.
A települést 1263-ban "Zeredahel" alakban említik először, amikor IV. Béla király a Pannonhalmi Bencés Főapátságnak adta. Régi gótikus templomát 1353-ban építették, helyére 1728-ban új templomot építettek. A 17. századtól birtokosai a nagyszombati jezsuiták, majd 1773-tól az Esztergomi egyházmegye volt. A 18. században az Erdődy család szerzett birtokot a településen. 1715-ben 16 malma és 76 háztartása létezett. 1753-ban 88 család lakta. 1787-ben 86 házában 453 lakos élt. 1828-ban 84 háza és 585 lakosa volt. 1813-ban a Vág okozta nagy árvízben majdnem az egész falu megsemmisült. Lakói főként mezőgazdaságból éltek.
Vályi András szerint "Vág Szerdahely. Tót falu Pozsony Várm. földes Ura az Esztergomi Érsekség, ’s mintegy 16 kuriális Nemesek is laknak benne, lakosai katolikusok, fekszik Szeredhez 1/2 órányira; határja jó termékenységű, legelője hasznos, erdeje is van."
Fényes Elek szerint "Szerdahely (Vágh-), tót falu, Nyitra vmegyében, 584 kath., 9 zsidó lak. A Vágh bal partján, Pőstyéntől északra 1 órányira, termékeny sík határral, vizimalmokkal. F. u. gr. Erdődyné."
A trianoni békeszerződésig Nyitra vármegye Vágújhelyi járásához tartozott.

## Népessége
| Év:            | 1994. | 2004.   | 2014.   | 2024.   |
| -------------- | ----- | ------- | ------- | ------- |
| Emberek száma: | 1328  | 1264    | 1350    | 1420    |
| Eltérés:       |       | -4,81 % | +6,80 % | +5,18 % |

| Év:            | 2023. | 2024.   |
| -------------- | ----- | ------- |
| Emberek száma: | 1415  | 1420    |
| Eltérés:       |       | +0,35 % |

1910-ben 796, túlnyomórészt szlovák anyanyelvű lakosa volt.
2001-ben 1266 lakosából 1246 szlovák volt.
2011-ben 1288 lakosából 1206 szlovák volt.
2021-ben 1384 lakosából 1 magyar, 1 (+3) cigány, 1342 (+4) szlovák, 14 egyéb és 26 ismeretlen nemzetiségű volt.

## Neves személyek
- Itt született 1819-ben Vidliczkay József ügyvéd és országgyűlési képviselő[6]
- Itt született 1868-ban Marek József Kossuth-díjas állatorvos, a Magyar Tudományos Akadémia rendes, majd tiszteleti tagja.
- Itt született 1873-ban Frey Ernő ideggyógyász, egyetemi magántanár, kórházi főorvos.

## Nevezetességei
- A Mindenszentek tiszteletére szentelt római katolikus temploma 1728-ban épült, a korábbi gótikus templom helyén. 1924-ben bővítették.
- 17. századi jezsuita kolostorának romjai, mely az 1813-as árvízben pusztult el.
- 18. századi barokk Szentháromság-oszlop.

## Külső hivatkozások
- Községinfó
- Felsőszerdahely Szlovákia térképén
- Nemhivatalos oldal
- E-obce.sk